# Герцеговинсько-Неретванський кантон
Герцегови́нсько-Нере́тванський канто́н (босн. Hercegovačko-neretvanski kanton, хорв. Hercegovačko-neretvanska županija, серб. Херцеговачко-неретвански кантон) – сьомий з десятьох кантонів Федерації Боснії і Герцеговини. Розташований у південній частині Боснії і Герцеговини і охоплює місцевість навколо Неретви та в районі Неума виходить до моря. Адміністративний центр – місто Мостар.

## Географія
Кантон займає площу 5020 км², або 19% Федерації. За даними перепису 1991 року в кантоні проживало 215 726 осіб з невеликою щільністю населення (51 людина на км²). Довоєнний спад в економіці і, звичайно, війна у цьому регіоні, призвели до значних коливань чисельності населення у формі еміграції в країни Західної Європи, або переїзду в інші райони БіГ. З огляду на хід зворотного процесу повернення, хоча і не з тією самою інтенсивністю, припускається, що в 2009 році в окрузі налічувалося приблизно 225 930 жителів, хоча точні цифри населення можуть бути отримані тільки з нового перепису.
Природно-географічні особливості району різноманітні: від пишних, просторих полів і розлогих пасовищ, чималих озер і річок до прадавніх листяних і вічнозелених лісів — що надає широкі можливості для життя та економічного розвитку, заснованого на сільськогосподарському виробництві, скотарстві та лісовій промисловості. На півночі округу переважає помірно-континентальний клімат, у горах — гірський, а на півдні — середземноморський. Екологічно чиста і незаймана природа, географічне положення та близькість і хороше транспортне сполучення з сусідньою Республікою Хорватією, тобто її воротами в світ — Центральною  Далмацією, до якої економічно і традиційно тяжіє кантон, мають суттєве значення для економічного розквіту цього краю.

## Адміністративно-територіальний поділ
Кантон складається з таких муніципалітетів:
- Чапліна
- Читлук
- Ябланиця
- Коніц
- Град Мостар
- Неум
- Прозор-Рама
- Равно
- Столац

## Населення
Згідно з демографічними оцінками 2008 року (на основі виборів 2008 року (рядові виборці) та середньої кількості дітей, охоплених школами, згідно з хорватською та боснійською навчальною програмою, проектованою на населення, яке не бере участі у виборах (0-17 рр..)), у Герцеговинсько-Неретванському кантоні проживали 220 260 жителів, з яких:
- 120 820 (54,9%) хорватів
- 99 440 (45,1%) боснійців та інших